# سكاي (لاعب)
سكاي (بالصينية: 李晓峰) هو لاعب رياضة إلكترونية ‏ صيني، ولد في 27 مارس 1985.